# اسپایک فیرن
اسپایک ای فیرن (به انگلیسی: Spike E Fearn؛ زادهٔ ۹ دسامبر ۲۰۰۰) یک بازیگر انگلیسی است. وی در تلویزیون به‌خاطر نقش‌آفرینی در درام نوجوانانه همه‌چیز را به من بگو محصول آی‌تی‌وی‌ایکس (۲۰۲۲–۲۰۲۴) شناخته می‌شود. از جمله آثار سینمایی وی می‌توان به فیلم بیگانه: رومولوس (۲۰۲۴) اشاره کرد. او در سال ۲۰۲۴ توسط مجله اسکرین اینترنشنال به‌عنوان یکی از ستارگان آینده معرفی شد.